# Catacombe van Sint-Agnes
De Catacombe van Sint-Agnes of Agnes-catacombe (Italiaans: Catacomba di Sant'Agnese) is een van de catacombecomplexen in de Italiaanse stad Rome. De catacombe ligt aan de Via Nomentana ten noordoosten van de oude stad.
De catacombe werd tussen de derde en vierde eeuw n.Chr. gegraven. Het complex bestaat uit vier delen. In het oudste deel lag waarschijnlijk ooit de heilige Agnes begraven, maar deze sectie werd gesloopt bij de bouw van de basiliek Sint-Agnes buiten de muren.
In de Catacombe van Sint-Agnes zijn bijna geen wandschilderingen aangetroffen. Wel is deze catacombe van belang vanwege de vele grafinscripties die bewaard zijn gebleven.

## Toponiem
De naam van de catacombe is afgeleid van die van de maagd en martelaar Sint-Agnes, de enige martelaar die in deze catacombe zijn begraven ligt die wordt herinnerd door oude documenten. De datum van haar martelaarschap is onzeker, die teruggaat tot een van de vervolgingen tegen christenen van de derde eeuw, in het bijzonder die bevolen door Decius (249-251), Valerianus (257-260) of Diocletianus (303-305).
Het oudste literaire getuigenis is dat van de Depositio martyrum (eerste helft van de 4e eeuw): daarin staat dat haar dies natalis (dag van haar dood) 21 januari is en dat ze werd begraven op het kerkhof op de Nomentana. Deze informatie wordt herhaald in het gedicht van paus Damasus I (366-384) dat door zijn kalligraaf Furius Dionysius Filocalus in een marmeren plaat is uitgehouwen: deze plaat, hergebruikt als plaveiselplaat en bij toeval ontdekt, wordt nu geplaatst in de narthex van de basiliek van Sint-Agnes buiten de muren. Andere gezaghebbende getuigenissen over het leven van de martelaar Agnes komen uit de geschriften van enkele kerkvaders: De virginibus en de hymne Agnes beatae virginis van Ambrosius, en de Peristephanon van Prudentius. De Passio sanctae Agnetis dateert uit de 5e eeuw en combineert de eerdere getuigenissen in een doxologische en hagiografische poging.

## Geschiedenis
Agnes werd begraven op een bestaande ondergrondse begraafplaats, waarvan oude bronnen beweren dat ze eigendom zijn van de familie van de martelaar, en in de buurt van een keizerlijk bezit gesitueerd zijn. Uit de bestudering van de epigrafische bronnen en het type begrafenis kan worden afgeleid dat deze begraafplaats dateert uit de tweede helft van de derde eeuw en overeenkomt met het eerste gebied van het gehele ondergrondse complex. Boven deze catacombe werd een aedicula gebouwd ter nagedachtenis van de martelaar, ten tijde van paus Liberius (352-366), door paus Symmachus (498-514) omgevormd tot een kleine basiliek, en uiteindelijk volledig herbouwd en omgevormd tot de huidige basiliek door paus Honorius I in de eerste helft van de zevende eeuw: de bouw van de erebasiliek ging gepaard met insnijdingen en vernietiging van de onderliggende ruimtes.
In de vierde eeuw werden er nieuwe delen toegevoegd aan het oorspronkelijke gebied van de begraafplaats, die tegenwoordig overeenkomen met de andere drie gebieden. In het bijzonder werd het gebied in de openlucht boven het vierde gebied onteigend door keizer Constantijn die de eerste basiliek bouwde die gewijd was aan de martelaar Agnes (vandaag gereduceerd tot ruïnes) en het mausoleum van Constantina, waar de dochters van de keizer, Constantina en Helena, werden begraven. Opgravingen uitgevoerd in de jaren zeventig van de twintigste eeuw hebben aangetoond dat de bovengrond van het vierde gebied werd ingenomen door een heidens necropolis die dateert uit het midden van de tweede eeuw, verwoest voor de bouw van de Constantijnse basiliek: hetzelfde was gebeurd op de Vaticaanse heuvel toen keizer Constantijn voor de bouw van de Sint-Pietersbasiliek opdracht gaf tot de vernietiging en begrafenis van de vorige necropolis.
Het hele catacombencomplex werd later verlaten en vergeten. Het werd aan het begin van de 16e eeuw herontdekt en verkend door een Augustijner monnik, Onofrio Panvinio. Het werd vervolgens het onderwerp van studie door Antonio Bosio in zijn Roma sotterranea (1632), die het echter verwarde met het nabijgelegen Coemeterium Maius, waarmee het verbonden was door het oude zandsteen heen. Tijdens de achttiende eeuw werd de Catacombe van Sint-Agnes, en vooral het tweede gebied, zwaar beschadigd door de zogenaamde corpisantari, zoekers van relikwieën en schatten. In opdracht van Giovanni Battista de Rossi voerde Mariano Armellini in de tweede helft van de negentiende eeuw een reeks opgravingen uit in de ondergrondse begraafplaats, waarbij sommige delen in goede staat aan het licht kwamen: aan Armellini danken we de opdeling van de catacombe in vier gebieden. Aan het begin van de twintigste eeuw voerde de priester Augusto Bacci, in opdracht van de titulair kardinaal van de basiliek, een opgravingscampagne uit, fundamenteel voor de historisch-topografische reconstructie van de herinnering aan Sint-Agnes en het eerste gebied. Ten slotte bestudeerde de priester Umberto Maria Fasola in de jaren 1971-72 het vierde gebied en kwam tot de hierboven reeds genoemde conclusies.

## Situering en beschrijving
De Catacombe van Sint-Agnes bevindt zich op drie verschillende niveaus en is verdeeld in vier gebieden. Het bevat geen reliëfschilderingen, terwijl het rijk is aan epigrafische getuigenissen.
- Gebied I is de oudste, daterend uit de derde eeuw, in het pre-Constantijnse tijdperk. Het werd in 1869 door Armellini opgegraven. Het onderging een aanzienlijke doorsnijding voor de bouw van de erebasiliek. Dit gedeelte is te vinden onder de huidige Via di Sant'Agnese, links van de huidige basiliek.
- Gebied II ontwikkelde zich vanaf de vierde eeuw en is degene die, meer dan de andere, onder de verwoestingen van de corpisantari heeft geleden.
- Gebied III, eveneens uit de 4e eeuw, is het grootste van het gehele ondergrondse begraafplaatscomplex. Het strekt zich grotendeels uit onder het klooster, gehecht aan de basiliek van Sint-Agnes buiten de muren, en de Via Nomentana, en was in het verleden via het zandsteen verbonden met het nabijgelegen Coemeterium Maius. Armellini, die het gebied voor het eerst heeft opgegraven, vond het praktisch intact, begraven onder een laag slib die het had bewaard voor grafrovers: veel voorwerpen die in dit gebied zijn gevonden, worden nu bewaard in de Vaticaanse Musea.
- Gebied IV, gelegen tussen de huidige basiliek en de ruïnes van de Constantijnse basiliek uit de vierde eeuw, werd gebouwd nadat keizer Constantijn zijn basiliek had gebouwd door de bovengrondse heidense necropolis te vernietigen. Met behulp van een trap van een eerder heidens mausoleum werd begonnen met het uitgraven van de ondergrondse begraafplaats: veel platen met inscripties van de voormalige heidense begraafplaats in de openlucht werden gebruikt voor de bouw van de toegangstrappen naar het vierde gebied en voor de onderliggende graven, en zijn daardoor bewaard gebleven. In dit gebied is de oudste gedateerde inscriptie van de hele catacombe bewaard gebleven: deze dateert uit 314 en betreft het grafschrift van een zekere Sisinnius.